# Compositeur
Pour les articles homonymes, voir Compositeur (homonymie).
 (juin 2024).
Si vous disposez d'ouvrages ou d'articles de référence ou si vous connaissez des sites web de qualité traitant du thème abordé ici, merci de compléter l'article en donnant les références utiles à sa vérifiabilité et en les liant à la section « Notes et références ».

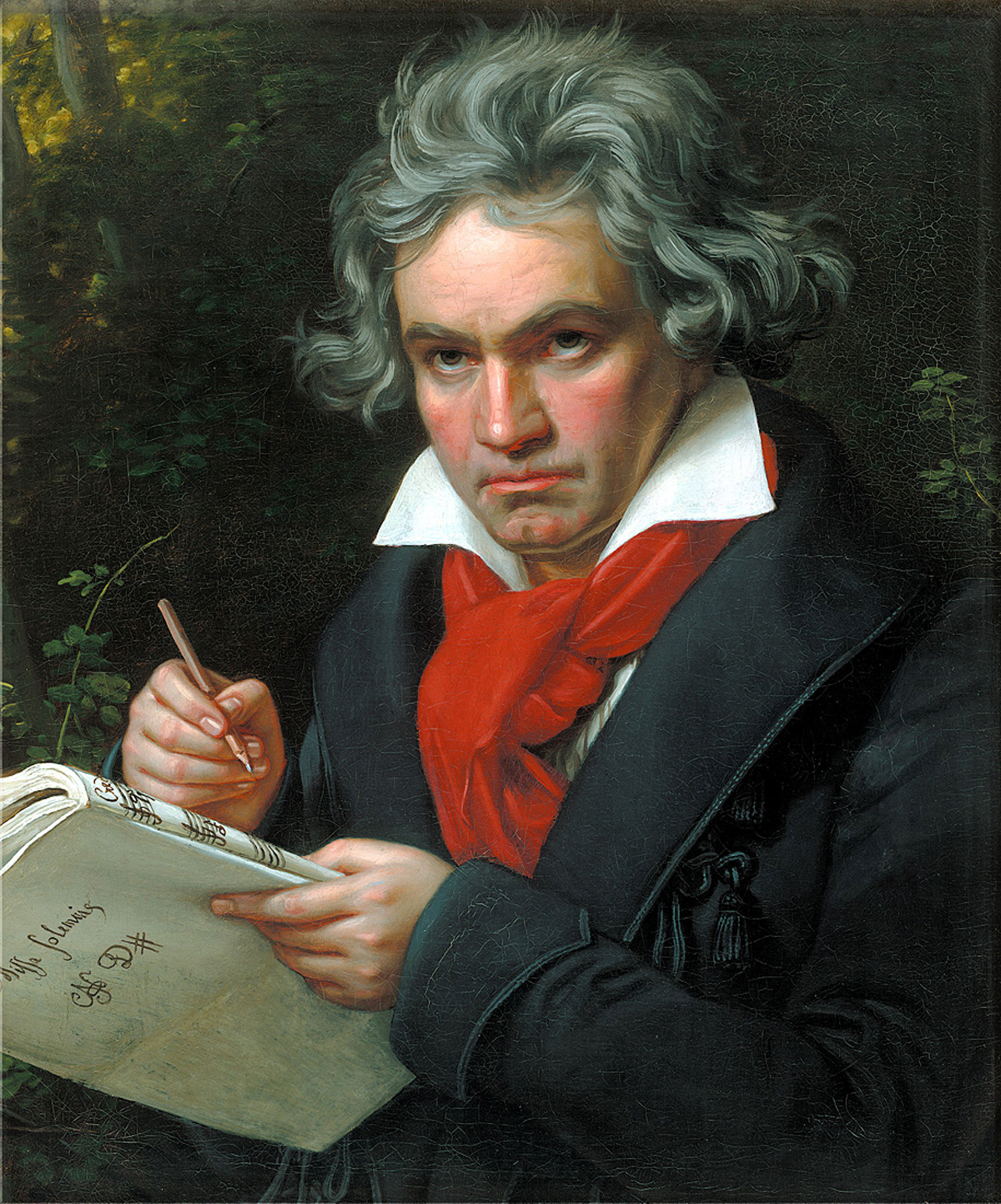
Ludwig van Beethoven composant sa Missa solemnis par Joseph Karl Stieler.

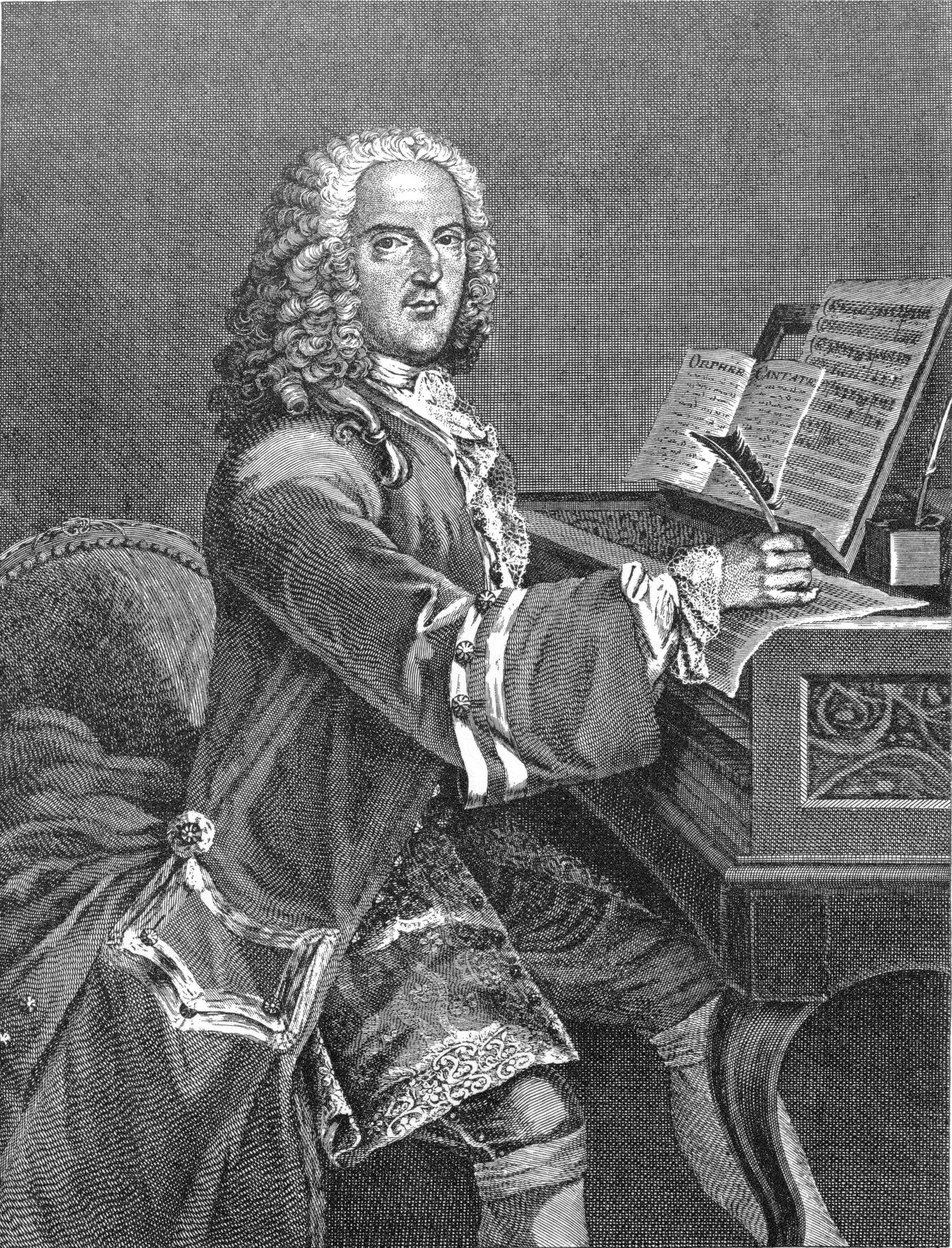
Louis-Nicolas Clérambault, compositeur français du XVIIIe siècle.

Un compositeur ou une compositrice (du latin compositor, lui-même de compositum, supin signifiant « pour composer » du verbe componere) est une personne qui écrit de la musique. La plupart des compositeurs de musique sont également instrumentistes. La fonction du compositeur est donc d'organiser des rapports entre des sons, enchâssés en une structure globale, en travaillant en accord avec les règles d'une théorie musicale, et en vue de produire une entité nommée œuvre musicale.
Le compositeur est amené à s'appuyer sur différentes règles de composition associées au genre musical pour lequel il écrit. Ces règles diffèrent en nombre, en complexité et en formalisme selon les langages musicaux (jazz, musique classique…). Il s'agit de guides plus que d'obligations absolues — la composition est dite libre quel que soit le langage. Ces règles évoluent au fil du temps en fonction de la façon dont elles sont utilisées par les compositeurs.

## Composition, interprétation et improvisation
Dans l'acception traditionnelle du concept de compositeur, l'œuvre musicale voulue par ce dernier est nécessairement un « acte différé ». En ce sens, le compositeur s'oppose au musicien improvisateur, lequel pense et exécute sa pensée musicale de manière quasiment instantanée.
Cependant, cet antagonisme « composition / improvisation » n'est pas aussi tranché. Il arrive par exemple que des passages réservés à l'improvisation soient ménagés dans les partitions classiques (voir l'article Cadenza).

### Liberté relative de l'interprète
Au moment de l'exécution musicale, l'interprète peut manifester une grande part d'invention personnelle et d'improvisation par rapport à la composition initiale. Par exemple : basse chiffrée en musique baroque, cadences évoquées plus haut, improvisations autour d'un thème, en jazz, en blues.
Dans le cas de la musique écrite sur partition, des signes et annotations permettent au musicien interprète de déterminer la marge de liberté d'interprétation laissée par le compositeur. Par exemple, pour l'interprète, une broderie explicitement notée est beaucoup plus contraignante qu'un mordant.

### Compositeurs et interprètes
Les fonctions respectives de compositeur et d'interprète sont distinctes et complémentaires. Un seul et même musicien peut cependant tenir ces deux rôles. Dans cette hypothèse, la frontière entre improvisation et interprétation est encore plus difficile à déterminer.
C'est par exemple le cas chez des compositeurs tels que Mozart, Chopin, Paganini, Liszt, Busoni, Prokofiev, Enesco ou Rachmaninov qui jouaient leurs œuvres en public. C'est également le cas des compositeurs-interprètes de free jazz, susceptibles d'improviser tous les aspects musicaux de leurs performances.
Dans le cas de la musique savante occidentale (ou musique classique) on observe toutefois une dissociation de la fonction de compositeur et d'interprète chez les musiciens à partir du XIXe siècle. Ce phénomène est allé en s'accroissant tout au long du siècle de l'industrie pour des raisons structurelles :
1. Les conditions d'exercice de ces deux activités vont pousser à une séparation de plus en plus prononcée car les rythmes et conditions de travail entre un interprète devant se produire devant des auditoires et voyageant constamment et un compositeur réalisant des créations individuellement dans une certaine solitude sont contradictoires ;
2. Au tournant du XXe siècle, les interprètes puisent largement dans la musique de répertoire (œuvres composées antérieurement, principalement aux XVIIIe et XIXe siècles) tandis que les compositeurs quant à eux peuvent se faire jouer par des musiciens reconnus comme « grands interprètes » et qu'ils estiment mieux placés qu'eux-mêmes pour les défendre.

Ainsi, des Debussy, Ravel, Albeniz, Séverac ou Stravinsky, pour ne prendre que quelques exemples de musiciens séjournant à Paris à la Belle Époque, confient l'essentiel de leurs pages aux interprètes les plus en vue et à même de défendre leurs œuvres (Le Sacre du Printemps ou Daphnis et Chloé lors de leurs créations sont dirigés par Pierre Monteux, un des chefs attitrés aux Ballets russes). Une enquête effectuée par la revue Le Monde musical auprès de ses lecteurs sur les compositeurs les plus célèbres, illustre les goûts musicaux des Français en 1900 : des 502 réponses reçues, les préférences qui se dégagent sont Beethoven, Mozart, Bach, Wagner, Haydn, Schumann, Mendelssohn, Berlioz, Chopin, Gounod. « L'attachement aux compositeurs disparus y est patent » écrit Danièle Pistone (voir « Notes et références »).

Pour Mario d'Angelo, 

« L’avant-garde, quand elle ne fait pas scandale, se trouve de plus en plus marginalisée aux yeux de la majorité du public des concerts et des théâtres lyriques (avec bien sûr des exceptions). Au sein même de la communauté musicale, les choix esthétiques de ceux qui incarnent l'avant-garde font débat. Pour Saint-Saëns que la musique du Prélude à l'après-midi d'un faune n’a pas convaincu « nous entrons dans l’ère du charivari […] on n'y trouve pas la moindre idée musicale ». Fauré ne se fera pas davantage à certaines « avancées » esthétiques lorsqu’il écrit à propos du Pelléas et Mélisande de Debussy : « si c’est ça de la musique, alors je ne sais pas ce qu’est la musique », au grand désappointement d'ailleurs de la princesse de Polignac qui demeure, elle, dans l’incompréhension totale des raisons de l’échec de cet ouvrage qu'elle apprécie tant. »

— [réf. nécessaire]
Un autre exemple emblématique de cette avant-garde qui se met progressivement en rupture avec le public de la musique savante est sans doute Le Sacre du printemps de Stravinsky (musique de ballet) dont la première à Paris déclencha une violente polémique.

### Le compositeur à la télévision et au cinéma
Dans le cinéma et la télévision, entre autres, le compositeur est considéré par le sociologue de la télévision et des médias Benjamin W.L. Derhy Kurtz comme faisant partie de la catégorie des personnels créatifs,,. Afin de les distinguer des personnels créatifs primaires, contrôlant les aspects artistiques du programme, tels des scénaristes et réalisateurs, Benjamin Derhy Kurtz a créé pour les compositeurs, mais également les costumiers et les créateurs de décors, la catégorie des personnels créatifs secondaires, exerçant une influence artistique évidente, mais différente de celle du personnel créatif primaire, ainsi qu'à une temporalité différente : non pas durant le tournage mais avant (pré-production) ou bien après (post-production),,.

## Compositeur dont l'œuvre ne nécessite pas d'interprète humain
Le mot « compositeur » peut être employé quel que soit le genre et le type de musique concernés, et ce, même dans le domaine des œuvres musicales se passant de tout recours à un interprète.
On dit fréquemment qu'« un compositeur écrit de la musique », cependant, la réalisation différée d'une musique n'implique pas nécessairement la transcription de celle-ci sur une partition en vue de son exécution par un interprète.
C'est ainsi qu'un compositeur de musique électronique ou électroacoustique, n'utilisant que des logiciels ou des bandes magnétiques, crée une œuvre musicale (un fichier informatique de musique par exemple) par la seule composition, dont l'interprétation est réalisée par l'ordinateur ou la machine mécanique utilisée. Dans ce cas, l'enregistrement sonore combiné à la machine forment une œuvre musicale achevée se suffisant à elle-même.
La Société des Auteurs Compositeurs et Éditeurs de Musique ou SACEM, distingue encore les œuvres de composition classique (même contemporaines) dites sérieuses des œuvres de variété ou électroniques considérées comme populaires[réf. nécessaire].

## Le compositeur et la propriété intellectuelle dans la musique populaire
Dans la musique populaire, la SACEM reconnaît comme compositeur le seul créateur de la mélodie. Le reste de la partition est considéré étant la propriété intellectuelle de l'arrangeur que ce soit un accompagnement orchestral ou programmé électroniquement. Lorsque l'accompagnement est réalisé par un soliste, il n'existe pas de définition particulière.
Cette distribution est organisée afin de faciliter l'accès à la propriété intellectuelle et la conséquente protection juridique de l’œuvre, à des mélodistes n'ayant pas les compétences pour créer un accompagnement et de faire intervenir un partenaire avec qui réaliser une œuvre achevée. L’œuvre musicale ainsi complétée, les droits d'exploitation se distribuent entre l'auteur des paroles (dit l'auteur ou le parolier), le créateur de la mélodie (dit le compositeur) et le créateur de l'accompagnement (dit l'arrangeur). Les pourcentages son fixés contractuellement entre les parties.

## Réalisateurs-compositeurs
Certains réalisateurs composent eux-mêmes la musique de leurs films ou de certains d'entre eux ou de films d'autres réalisateurs :
- Alejandro Amenábar
- Alexandre Astier
- Laurent Boutonnat
- John Carpenter
- Charlie Chaplin
- Clint Eastwood
- Vincent Gallo
- Gianfrancesco Guarnieri (en)
- David Lynch
- Norman McLaren
- Jeff Musso
- Michel Polac
- Satyajit Ray
- Thierry Redler
- Glauber Rocha
- Robert Rodriguez
- Coline Serreau
- René Sti
- Piotr Todorovski
- Victor Schertzinger

## Apparitions de compositeur dans un film
Certains compositeurs de musique de film ont fait une brève apparition dans des films dont ils ont composé la musique, à la manière d'un caméo :
- John Barry apparaît en chef d’orchestre à la fin de Tuer n’est pas jouer.
- Leopold Stokowski, qui a réorchestré les huit œuvres de musique classique du Fantasia de Walt Disney (1940), apparaît en ombre chinoise avant chaque séquence du film avec ses musiciens de l'Orchestre de Philadelphie.
- Adolphe Borchard apparaît en pianiste accompagnant la chanteuse Fréhel dans le Roman d'un tricheur (Sacha Guitry, 1936).
- Alfred Newman apparaît au début du film Comment épouser un millionnaire comme chef d'orchestre.
- Bernard Herrmann apparaît à la tête de l'Orchestre de l'Albert Hall de Londres, dans L'Homme qui en savait trop, dirigeant une partition signée Arthur Benjamin : Storm cloud cantata.
- Miklós Rózsa apparaît dans La Vie privée de Sherlock Holmes comme chef d'orchestre.
- Duke Ellington apparaît sous les traits de « Pie Eye » dans Autopsie d'un meurtre.
- Michel Magne apparaît en chef d'orchestre de la revue dans Mélodie en sous-sol et en pianiste dans le studio de Radio Plus dans Tout le monde il est beau, tout le monde il est gentil.
- Charles Dumont dans son propre rôle dans Les Aventures de Michel Vaillant.
- Serge Gainsbourg apparaît dans Le Pacha dans un studio d'enregistrement où il joue la fameuse chanson Requiem pour un con.
- Francis Lai, compositeur des films de Claude Lelouch, apparaît sous les traits d'un accordéoniste aveugle dans le film Les Uns et les Autres (1981). Ce même personnage était un personnage de second rôle dans Smic, Smac, Smoc (1971).
- Philippe Sarde apparaît dans le film Le Juge et l'Assassin de Bertrand Tavernier comme pianiste.
- Jerry Goldsmith apparaît dans les deux Gremlins : dans le premier, à une convention d'inventeurs et dans le second, en tant que passant dans le hall de l'immeuble où se déroule le film.
- Éric Serra, compositeur de Luc Besson, apparaît comme « Enrico », le bassiste dans une scène de fête de Subway.
- Angelo Badalamenti joue le rôle d'un producteur de cinéma mafieux dans Mulholland Drive de David Lynch.
- Philip Glass apparaît comme pianiste dans The Truman Show de Peter Weir, pour lequel il compose quelques pièces, ainsi que comme conducteur de la voiture dans Koyaanisqatsi de Godfrey Reggio.
- Quincy Jones, qui a composé le thème Soul Bossa Nova, apparaît dans son propre rôle au début de Austin Powers dans Goldmember.
- Étienne Perruchon apparaît dans le film Les Bronzés 3 : Amis pour la vie dans le rôle d'un pianiste de restaurant.
- Jean-Michel Bernard apparaît dans le film de Michel Gondry, La Science des rêves en tant que policier mélomane.
- Les Daft Punk apparaissent dans le film Tron : L'Héritage, jouant deux DJ (portant un casque, comme d'habitude) lors d'une soirée.
- Michel Legrand apparaît en chef d'orchestre dans Partir, revenir de Claude Lelouch en dirigeant son concert à la manière de Serge Rachmaninov.
- Howard Shore apparaît dans la version longue de Le Retour du Roi. Il joue un soldat du Rohan qui assiste au duel de buvette entre Legolas et Gimli au début du film. Il est également le compositeur du film.
- Vladimir Cosma apparaît dans Les Sous-doués en vacances et dans L'Étudiante, jouant à chaque fois le rôle de chef d'orchestre. Il apparaît aussi dans le rôle du violoniste de la soirée dansante chez la mère de Simon lors de sa pendaison de crémaillère, dans Nous irons tous au paradis.
- Grégoire Hetzel apparaît en tant que chef d'orchestre dans Trois Souvenirs de ma jeunesse d'Arnaud Desplechin.
- Nicolas Zourabichvili apparaît dans La Chasse aux papillons d'Otar Iosseliani, en tant que chef de fanfare.